# Megascops albogularis
Megascops albogularis là một loài chim trong họ Strigidae.